# Visulahti
Visulahti är en förort till S:t Michel, där ett gravfält är beläget. 
Visulahti var i början av nya tiden en administrativ socken i Stor-Savolax, vilken senare uppdelades på Kangasniemi, Pieksämäki, Haukivuori och S:t Michels socknar. I Visulahti finns ett gravfält från slutet av den förhistoriska tiden, vilket undersöktes 1954–1955 av intendent Jorma Leppäaho som fann 28 skelett- och fem brandgravar, mansgravarna innehöll oftast kniv – men inte andra vapen – och eldstål, kvinnorna hade fått med sig spännbucklor med tillhörande kedjegarnityr. Enstaka textilrester har bevarats. På gravfältet utgrävdes också skelettet av en ungtjur, som saknade skulderblad och lårben; fyndet har av några arkeologer tolkats som ett djuroffer. I en av skelettgravarna hittades ett silvermynt slaget omkring 1265–1346, som låg bland tandemaljen i en ung kvinnas grav. Myntet kan uppfattas som ett charonsmynt, som placerats i graven för att garantera att den avlidna kunde erlägga den avgift som krävdes för att bli fraktad över dödsfloden Styx. 
Det råder delade meningar om huruvida Visulahti är ett kristet gravfält eller inte. Mitt på gravfältet finns ett 4 gånger 11 meter stort område, som kan markera platsen för ett kapell, vilket i förening med vittnesbörden hos några fynd skulle tyda på att de gravlagda varit kristna. Några rester av själva kapellet har inte registrerats. Idag ligger det ingärdade gravfältet i utkanten av Visulahti turistcentrum.